# Quadrans Vetus

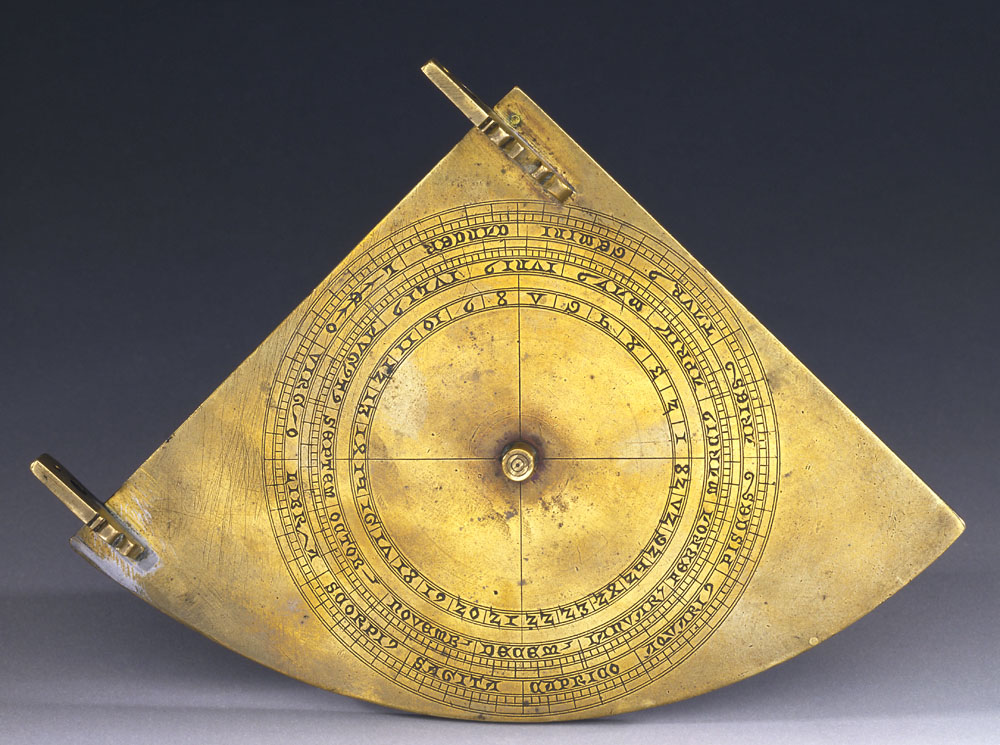
Le Quadrans Vetus, Musée Galilée (avant).

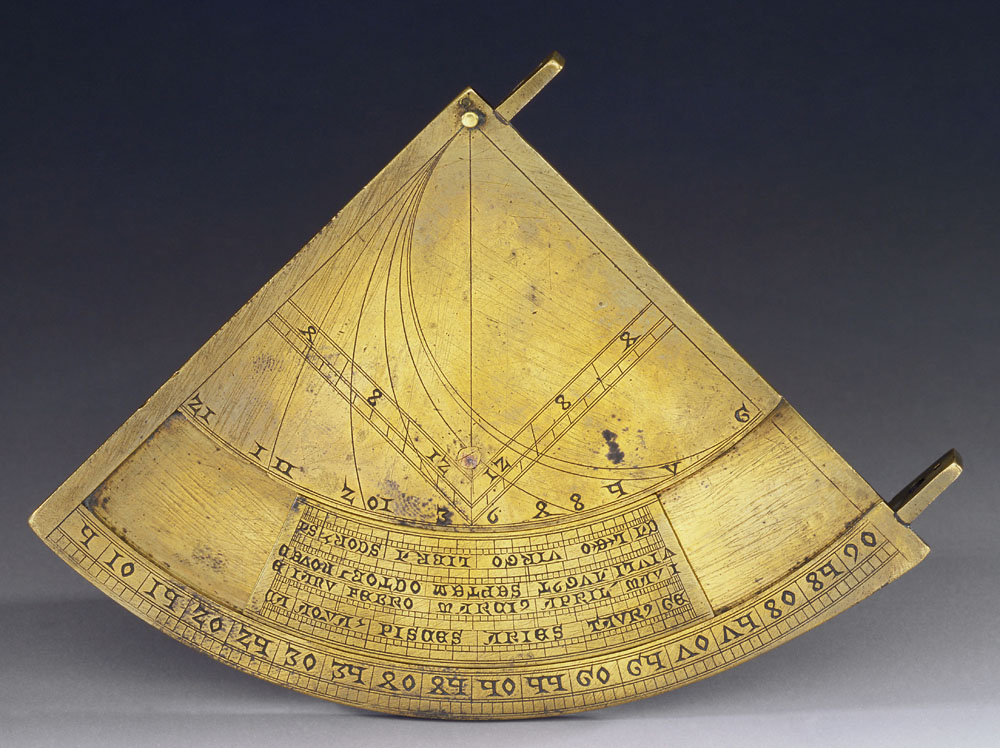
Le Quadrans Vetus, Musée Galilée (arrière).

Le Quadrans Vetus est un instrument astronomique médiéval.
Ce quadrant provenant des collections Médicis du Museo Galileo de Florence, connu sous le nom de quadrans vetus, est l'un des trois quadrants médiévaux de ce type ayant été conservés (les deux autres se trouvent au Musée d'histoire de la science d'Oxford et au British Museum de Londres). Le quadrant présente deux viseurs sur l'un des côtés droits. Sur la face au recto se trouve un carré des ombres, ainsi que les lignes horaires et un curseur zodiacal mobile, que l'on peut orienter selon la latitude désirée ; un calendrier zodiacal est inscrit au verso. L'instrument porte des caractères en écriture gothique. Bien qu'il fût destiné à mesurer les hauteurs, les distances et les profondeurs, l'instrument pouvait être employé comme horloge solaire universelle. Le dessin d'un quadrant semblable au quadrans vetus par Antonio da Sangallo il Giovane (vers 1520) est conservé au Gabinetto delle stampe du Musée des Offices.